# Natalia Osipova
Natalia Osipova nasceu em Moscou.
Ela começou a ir ao ballet quanto tinha 5 anos, devido a um problema nas costas. Com 8 anos ela entrou na escola Ballet Mikhail Lavrovsky. De 1995 até 2004, ela estudou na Academia Coreográfica de Moscou com Marina Kotova e Marina Leonova.
Ainda um aluna na Academia, em abril de 2003, ela ganhou o "Grand Prix" no Concurso Internacional de Balé, em Luxemburgo, dançando as variações de "La Bayadère", "Don Quixote", "Esmeralda" e "Tchaikovsky Pas de Deux" , bem como da coreografia contemporânea criada para a peça "Liturgia" por Yegor Druzhinin.
Após sua formatura, já com 18 anos ela entrou para o corpo de baile do Teatro Bolshoi. Em 2006, ela tornou-se solista, solista principal em 2008, bailarina principal em 2010. Em dezembro de 2011, ela entrou para o Mikhailovsky Ballet Company. Hoje em dia atua como primeira bailarina do Royal Ballet, Londres.

## Biografia

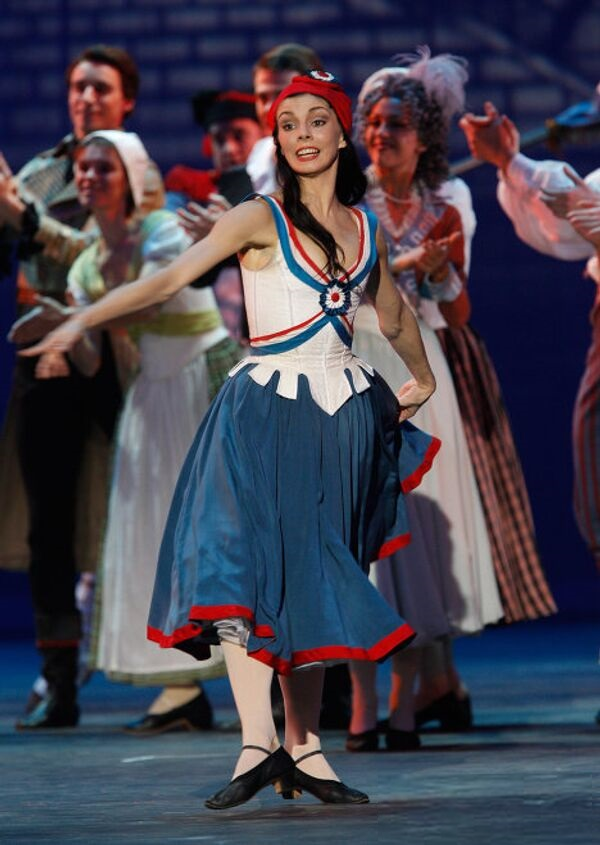

Decidida a seguir carreira como ginasta, quando ela era criança, Osipova apenas virou-se para balé por causa de um problema nas costas. 
De 1996 até 2004, ela estudou na Academia Coreográfica de Moscou com Marina e Kotova Leonova Marina. Embora sendo uma aluna na Academia, em abril de 2003, ela ganhou o "Grand Prix" no Concurso Internacional de Balé, no Luxemburgo, dançando variações de "La Bayadère", "Don Quixote", "Esmeralda" e "Tchaikovsky Pas de Deux", bem como a peça contemporânea exclusivamente criada para ela, "Liturgia" por Yegor Druzhinin. 
Após a formatura, em 2004, Natalia se juntou ao Ballet Bolshoi, como membro do corpo de baile. Juntamente com corpo de baile, ela recebeu imediatamente alguns solos. Já em setembro de 2004, ela realizou o "Pas De Deux Paysant" em "Giselle", com Vyacheslav Lopatin. Em novembro de 2004, Natália foi escolhida como líder dançarina em "Bolero", uma criação pelo diretor artístico Alexei Ratmansky, definido durante o primeiro workshop do Teatro Bolshoi. 
Inicialmente Natalia foi treinada por Ludmilla Semenyaka, mas posteriormente começou a trabalhar com Marina Kondratieva. 
Em outros solos, dançou: a boneca espanhola em "O Quebra Nozes", a Noiva Espanhola com Yuri Grigorovich do "Lago dos Cisnes" e as variações no primeiro Grand Pas de "Don Quixote",  e isso enfatizou seus saltos altos, magníficos (o seu ballon). Ao mesmo tempo, ela também criou pequenos papéis na versão Ratmansky de Dmitry Shostakovich "Bolt", assim como na estréia Teatro Bolshoi de John Neumeier "A Midsummer Night's Dream" (Mustardseed) e Leonide Massine "Parisienne Gaité" (como solista Cancan). No último, Natalia Massine, programa que também foi lançado como Frivolidade em "Les presságios", destacou sua facilidade técnica e a qualidade do movimento. 
Em junho de 2005, no final de sua primeira temporada Bolshoi, Natália participou na 10ª Competição Internacional de Balé em Moscou, um compromisso que teve que se alternam com apresentações ao continuar no Teatro Bolshoi (entre outros, ela estreou no papel de liderança da terceira circulação de George Balanchine "Symphony in C" durante a competição). Concorrendo com o pas de deux de "Chamas de Paris", "Diana e Acteon", "Don Quixote", e  danças contemporâneas, Natália finalmente ganhou uma medalha de bronze na categoria de duetos. 
Natalia deu estréia como Kitri em "Dom Quixote" em 07 de novembro de 2005 (com Andrei Bolotin) e isso inflamou sua carreira consideravelmente. Ela tinha uma energia eletrizante raramente vista. Sua exuberância técnica e ousadia despreocupada lhe rendeu elogios dos críticos e grande sucesso garantido com o público.
Em sua segunda temporada no Bolshoi, Natalia, dançou os papéis criados em Ratmansky, a versão Alexei de Igor Stravinsky "Card Game", bem como Autumn Fairy na produção de Posokhov Yuri de Sergei Prokofiev, "Cinderela", e fez sua estréia como Ramze em "O Lacotte Pharaoh's Daughter Pierre". 
Em agosto de 2006, durante a turnê do Bolshoi em Londres, Natalia também estreou como Aspiccia em "A Filha do Faraó". Participando da terceira temporada no Bolshoi, ela foi escolhida como Gamzatti em "La Bayadère", como a bailarina clássica em Ratmansky de "Bright Stream" e no "Middle Duet", e aparece como destaque no programa de novos coreógrafos americanos no Bolshoi em fevereiro de 2007, dançando papéis de solista em Balanchine "Serenade" e Twyla Tharp, "In The Upper Room". 
Natalia tem viajado extensivamente com o Bolshoi Ballet, em especial a Nova York, Washington, Londres, Tóquio, Copenhaga, Bruxelas, Monte Carlo, Baden-Baden, Munique, Milão, Turim e Paris. Em abril de 2007, ela apareceu no Festival Mariinsky, para dançar "Don Quixote" (com Leonid do Mariinsky de Sarafanov), uma performance em que ela teve que repetir fouéttes no final pas de deux, a pedido de uma plateia totalmente extasiada, e o pas de deux de "Le Corsaire". 
Em 22 de novembro de 2007, Natalia fez sua estréia como Giselle com Yuri Grigorovich do estadiamento do ballet. Seu companheiro foi Andrei Merkuriev. Em 20 de fevereiro de 2008 ela foi escolhida por Johan Kobborg para dançar o papel principal na estréia em sua encenação de "La Sylphide", no Teatro Bolshoi. Outras funções de liderança no Bolshoi desse ano incluiu Medora em "Le Corsaire", em abril (na nova produção por Alexei Ratmansky Burlaka e Yuri), e Jeanne em " As chamas de Paris", em julho, um retrabalho encenado por Ratmansky dos famosos dram-ballet de Vassili Vainonen.
Ainda em 2007, Natália recebeu o prêmio "Rising Star" da revista Ballet (Moscou) e foi selecionada como "Dançarina do Ano" pela revista alemã Ballet-Tanz (Berlim). Em 22 de janeiro de 2008, UK National Dance Awards, Osipova recebeu o Prêmio Richard Sherrington de Melhor Dançarina. Em 15 de abril, Natalia foi premiada com a Máscara de Ouro como Melhor Dançarina de novo para seu desempenho de Twyla Tharp, "In The Upper Room" e em 06 de setembro do mesmo ano ela recebeu o Prêmio de Dança Positano Leonide Massine (Itália). 
No ano seguinte, recebeu o Prêmio Especial do Júri Máscara de Ouro (de melhor dueto em "La Sylphide" na temporada 2007 / 8, com Vyacheslav Lopatin), bem como o Benois de la Danse International Dance Association, prêmio por sua interpretação dos papéis de Sylphide, Giselle, Medora ("Le Corsaire"), Jeanne ("As chamas de Paris"). 
No final da temporada 2008/2009, Natalia dançou a sua estreia com a American Ballet Theatre, aparecendo na Estação Primavera no Metropolitan Opera House, em Nova York em "Giselle" (13 de junho de 2009) e "La Sylphide" (15 de junho de 2009).
Na temporada 2009/2010, Natalia expandiu seu repertório no Teatro Bolshoi, com papéis principais em "Coppélia", "La Bayadère" e "La Esmeralda". 
Em 16 dezembro de 2009, ela se apresentou no evento de Paris-Moscovo, reunindo artistas da Ballet da Ópera de Paris e Ballet Bolshoi, no Palais Garnier em Paris, estreando como bailarina em "Petrushka". Em 08 de janeiro, Natalia apareceu de novo com a Ópera de Paris, desta vez como Clara na versão de Rudolf Nureyev de "O Quebra Nozes" na Ópera Bastille. Em 13 de fevereiro, ela estreou com La Scala, em Milão, em Nureyev "Don Quixote". 
Em 18 de outubro de 2008, Natalia foi promovida a principal solista, em 1 de maio de 2010, a principal dançarina do Bolshoi Ballet.
Em 2012, ela deixou o Bolshoi e foi promovida a principal dançarina do American Ballet Theatre, no mesmo ano ela fez uma performance de Lago dos Cisnes com o The Royal Ballet, de Londres. Em 2014 ela deixou o American Ballet Theatre e se juntou ao Royal Ballet como principal, fazendo sua estréia em Giselle.

## Prémios
- Grand Prix at the Prix de Luxembourg International Ballet Competition (2003)[3]
- Moscow International Ballet Competition (2005) (1º lugar)[3]